# Tadschikische Futsalnationalmannschaft
Die tadschikische Futsalnationalmannschaft ist eine repräsentative Auswahl tadschikischer Futsalspieler. Die Mannschaft vertritt den Tajikistan Football Federation den tajikischen Fußballverband  bei internationalen Begegnungen.

## Abschneiden bei Turnieren
Für Weltmeisterschaftsendrunden unter der Schirmherrschaft der FIFA qualifizierte sich die Nationalmannschaft Afghanistan bisher noch nicht.
An Asienmeisterschaften nahm das Team neunmal teil.

### Futsal-Weltmeisterschaft
- 1989 – kein FIFA-Mitglied
- 1992 – nicht teilgenommen
- 1996 – nicht teilgenommen
- 2000 – nicht teilgenommen
- 2004 – nicht teilgenommen
- 2008 – nicht qualifiziert
- 2012 – nicht qualifiziert
- 2016 – nicht qualifiziert
- 2021 – nicht qualifiziert
- 2024 – Vorrunde

### Futsal-Asienmeisterschaft
- 1999 – nicht teilgenommen
- 2000 – nicht teilgenommen
- 2001 – Vorrunde
- 2002 – nicht teilgenommen
- 2003 – nicht teilgenommen
- 2004 – nicht teilgenommen
- 2005 – Vorrunde
- 2006 – Vorrunde
- 2007 – Viertelfinale
- 2008 – Vorrunde
- 2010 – Vorrunde
- 2012 – Vorrunde
- 2014 – Vorrunde
- 2016 – Vorrunde
- 2018 – Vorrunde
- 2022 – Viertelfinale
- 2024 – 4. Platz

### Futsal-Asian Indoor Games
- 2007 – Viertelfinale
- 2009 – Gruppenphase